# Steven Frossard
Steven Frossard (Marseille, 14 juli 1987) is een Frans motorcrosser.

## Carrière
Frossard begon in 2002 in het Franse kadettenkampioenschap met Kawasaki. Zijn eerste belangrijke resultaten behaalde hij in 2004 met Husqvarna, toen hij tweede werd in het Franse Kampioenschap. Vanaf 2005 reed Frossard voor KTM. Dat jaar behaalde hij de Franse titel 125cc. In 2006 reed Frossard het Europees Kampioenschap MX2, waarin hij tweede eindigde.
Vanaf het seizoen 2007 ging Frossard van start in het Wereldkampioenschap motorcross MX2, opnieuw met Kawasaki. Zijn eerste volledige seizoen eindigde Frossard als 26ste. In 2008 kwam de doorbraak, Frossard wist twee keer op het podium te eindigen en sloot het seizoen af op de tiende plaats. In 2009 zette hij opnieuw enkele stappen voorwaarts, met vier podiumplaatsen en een zesde plaats in de eindstand als gevolg. Frossard was nog wel te onregelmatig, maar daar kwam verandering in in 2010. Frossard stond opnieuw viermaal op het podium en won zijn eerste Grand Prix uit zijn carrière. Hij werd derde in de eindstand achter Marvin Musquin en Ken Roczen.
Vanaf 2011 kwam Frossard uit in de MX1-klasse. Na jaren op Kawasaki te hebben gereden, ging Frossard nu naar het fabrieksteam van Yamaha van de broers Rinaldi. In zijn eerste jaar behaalde hij vier podia en twee overwinningen. Frossard werd meteen vice-wereldkampioen achter Antonio Cairoli. Het seizoen 2012 begon Frossard met een podium, maar raakte daarna geblesseerd. Hij kwam nauwelijks meer in actie en werd pas 21ste. Ook 2013 viel compleet in het water en hij eindigde pas 22ste. In 2014 keerde Frossard terug naar Kawasaki, en werd weer regelmatiger. Hij stond eenmaal op het podium en werd vijfde in de eindstand. Later dat jaar won hij samen met Gautier Paulin en Dylan Ferrandis de Motorcross der Naties voor Frankrijk. Vanaf 2015 komt Frossard opnieuw uit op KTM. Na een teleurstellend seizoensbegin kon Frossard de plaats van de geblesseerde Ryan Villopoto overnemen bij Kawasaki, maar zonder succes. Frossard kwam zwaar ten val en men vreesde even voor verlamming. Frossard werd negentiende in de eindstand.

## Palmares
- 2014: Winnaar Motorcross der Naties

| GP-overwinningen | GP-overwinningen | GP-overwinningen | GP-overwinningen    |
| No.              | Datum            | Grand Prix       | Plaats              |
| MX2-klasse       | MX2-klasse       | MX2-klasse       | MX2-klasse          |
| ---------------- | ---------------- | ---------------- | ------------------- |
| 1                | 04-07-2010       | Zweden           | Uddevalla           |
| MX1-klasse       |                  |                  |                     |
| 2                | 05-06-2011       | Frankrijk        | Saint-Jean-d'Angély |
| 3                | 03-07-2011       | Zweden           | Uddevalla           |